# Några ord till min älskade – om du orkar lyssna
Några ord till min älskade – om du orkar lyssna. Kvinnor om sex är en bok som utgavs 1978 av Grupp 8 i samarbete med Bokförlaget Prisma (ISBN 9151812169).
Efter att Barbro Werkmäster och Maud Hägg 1973 utgivit boken Kvinnor och sex gick Grupp 8 våren 1977 (innan den första Hiterapporten nått Sverige) i Kvinnobulletinen ut med ett upprop i vilket det bland annat sades "Kvinnors sexualitet har alltid definierats av män, beskrivits av män, betygsatts av män. Framför allt har den förnekats av män. Men vår sexualitet är faktiskt vår, och nu tycker vi att det är dags att skriva om den"  och "Vi misstänker att det kan bli svårt att hitta vårt språk på ett område som är så förstört av veckotidningarnas kärleksnovellsretorik och porrtidningarnas råa och stereotypa skildringar, men det får vi ta som en utmaning". Läsarna uppmanades att, under anonymitetens beskydd, sända in bidrag till en bok på detta område. Som titeln anger riktades boken även till män, som antogs behöva veta mer om kvinnor.
Redaktionsgruppen bestod av Si Felicetti, Barbro Lindmark, Gunilla Molloy och Inga-Lisa Sangregorio. Andra upplagan utgavs samma år och 1980 utgav Aschehougs forlag en norsk översättning av Reni Høigaard under titeln Noen ord till min elskede: kvinner om seksualitet.